# هاريس بركيتش
هاريس بركيتش مواليد 24 يوليو 1974 في سراييفو، جمهورية البوسنة والهرسك الاشتراكية - الوفاة 15 ديسمبر 2000، كان لاعب كرة سلة يوغوسلافي. بدأ مسيرته الاحترافية في سنة 1992. اعتزل اللعب في 2000. لعب مع نادي بارتيزان لكرة السلة ونادي بودوشنوست لكرة السلة.

## روابط خارجية
- هاريس بركيتش على موقع الاتحاد الدولي لكرة السلة (الإنجليزية)
- هاريس بركيتش على موقع كرة السلة الأوروبية.كوم (الإنجليزية)
- هاريس بركيتش على موقع ريلجم (الإنجليزية)
- هاريس بركيتش على موقع بروبوليرز (الإنجليزية)
- هاريس بركيتش على موقع سبورتس رفرنس (الإنجليزية)